# Miss Norte-Paso de Calais
Miss Norte-Paso de Calais es un concurso de belleza francés que selecciona una representante para el concurso nacional Miss Francia de la región de Norte-Paso de Calais. Mujeres representando la región con varios títulos diferentes han competido en Miss Francia desde 1920, aunque el título de Miss Norte-Paso de Calais no se utilizó regularmente hasta 2010.
La actual Miss Norte-Paso de Calais es Sabah Aib, quien fue coronada Miss Norte-Paso de Calais 2024 el 19 de octubre de 2024. Cuatro mujeres de Norte-Paso de Calais han sido coronadas Miss Francia:
- Camille Cerf, quien fue coronada Miss Francia 2015
- Iris Mittenaere, quien fue coronada Miss Francia 2016
- Maëva Coucke, quien fue coronada Miss Francia 2018
- Eve Gilles, quien fue coronada Miss Francia 2024

## Resumen de resultados
- Ganadoras de Miss Francia: Camille Cerf (2014); Iris Mittenaere (2015); Maëva Coucke (2017); Eve Gilles (2023)
- Primeras finalistas: Catherine Pouchele (1976; Miss Flandes); Catherine Clarysse (1990; Miss Littoral-Nord); Hélène Lantoine (1994; Miss Flandes); Caroline Cléry (1995; Miss Flandes); Agathe Cauet (2022)
- Segundas finalistas: Dany Coutelier (1972; Miss Flandes); Sylvie Wadoux (1981; Miss Côte d'Opale); Nancy Delettrez (1995; Miss Côte d'Opale); Vanessa Agez (1998; Miss Flandes); Aurélie Tuil (2003; Miss Flandes); Sophie Garénaux (2012)
- Terceras finalistas: Nadia Kouhen (1973; Miss Flandes); Emmanuelle Jagodsinski (2001; Miss Artois-Hainaut)
- Cuartas finalistas: Marie-Caroline Delcroix (1975; Miss Côte d'Opale); Caroline Charles (1985; Miss Côte d'Opale); Caroline Charles (1986; Miss Lille-Métropole); Anne Houzé (1997; Miss Hainaut); Élise Duboquet (2000; Miss Flandes); Lætitia Marciniak (2003; Miss Artois-Hainaut)
- Quinta finalista: Brigitte Maréchal (1978; Miss Côte d'Opale)
- Sextas finalistas: Patricia Hérin (1978; Miss Flandes); Catherine Dupuy (1979; Miss Côte d'Opale); France Willemyns (2004; Miss Flandes)
- Top 12/Top 15: Nathalie Pallardy (1986; Miss Flandes); Nathalie Thibaud (1988; Miss Flandes); Valérie Masquelier (1989; Miss Littoral-Nord); Marjorie Eloy (1991; Miss Littoral-Nord); Charlotte Verpraet (1995; Miss Hainaut); Caroline Lubrez (1996; Miss Hainaut); Jessica Dherbometz (2002; Miss Flandes); Lydie Tison (2002; Miss Artois-Hainaut); Juliette Andry (2005; Miss Flandes); Annabelle Varane (2018); Donatella Meden (2021)

## Galería

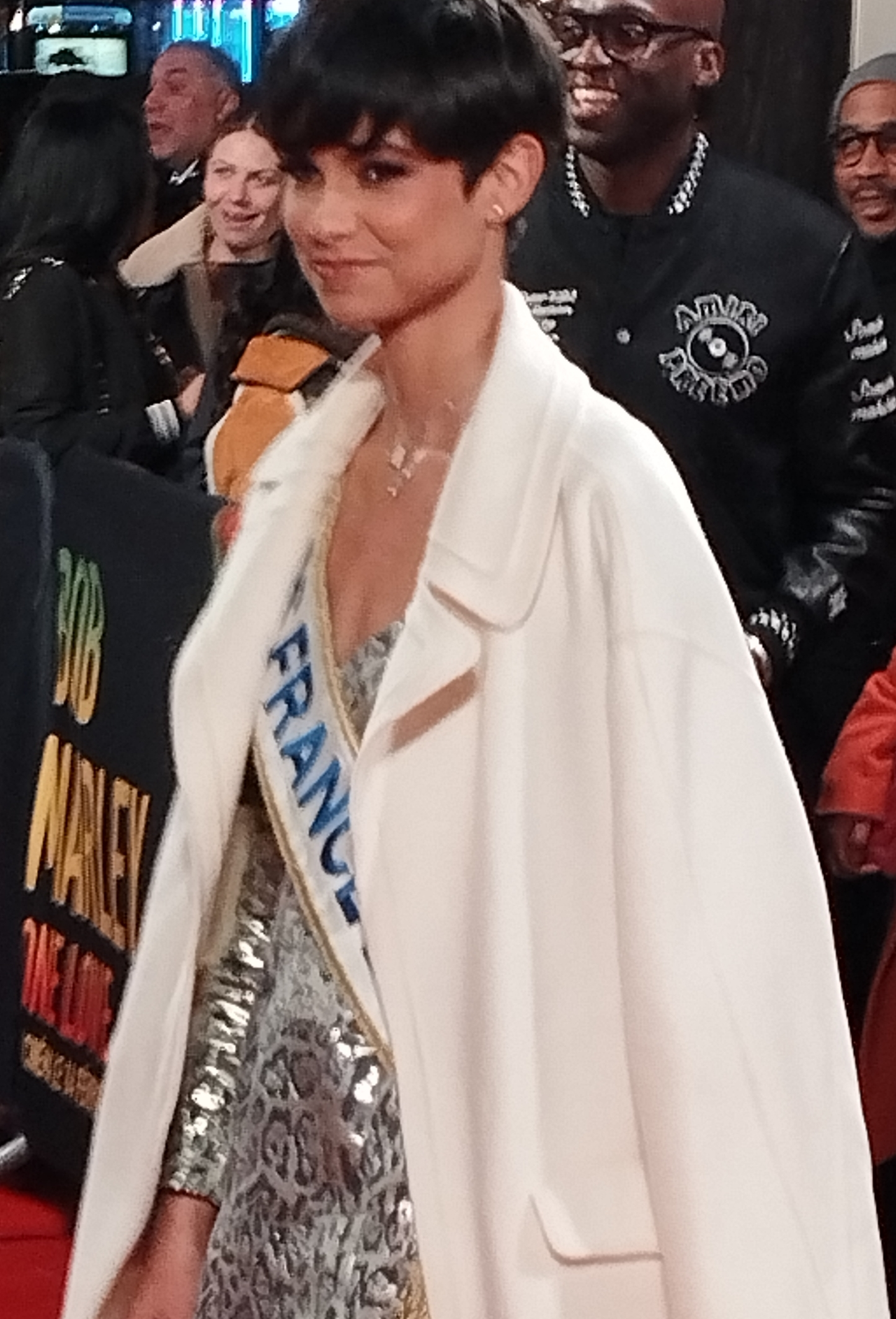
Miss Norte-Paso de Calais 2023 y Miss Francia 2024 Eve Gilles
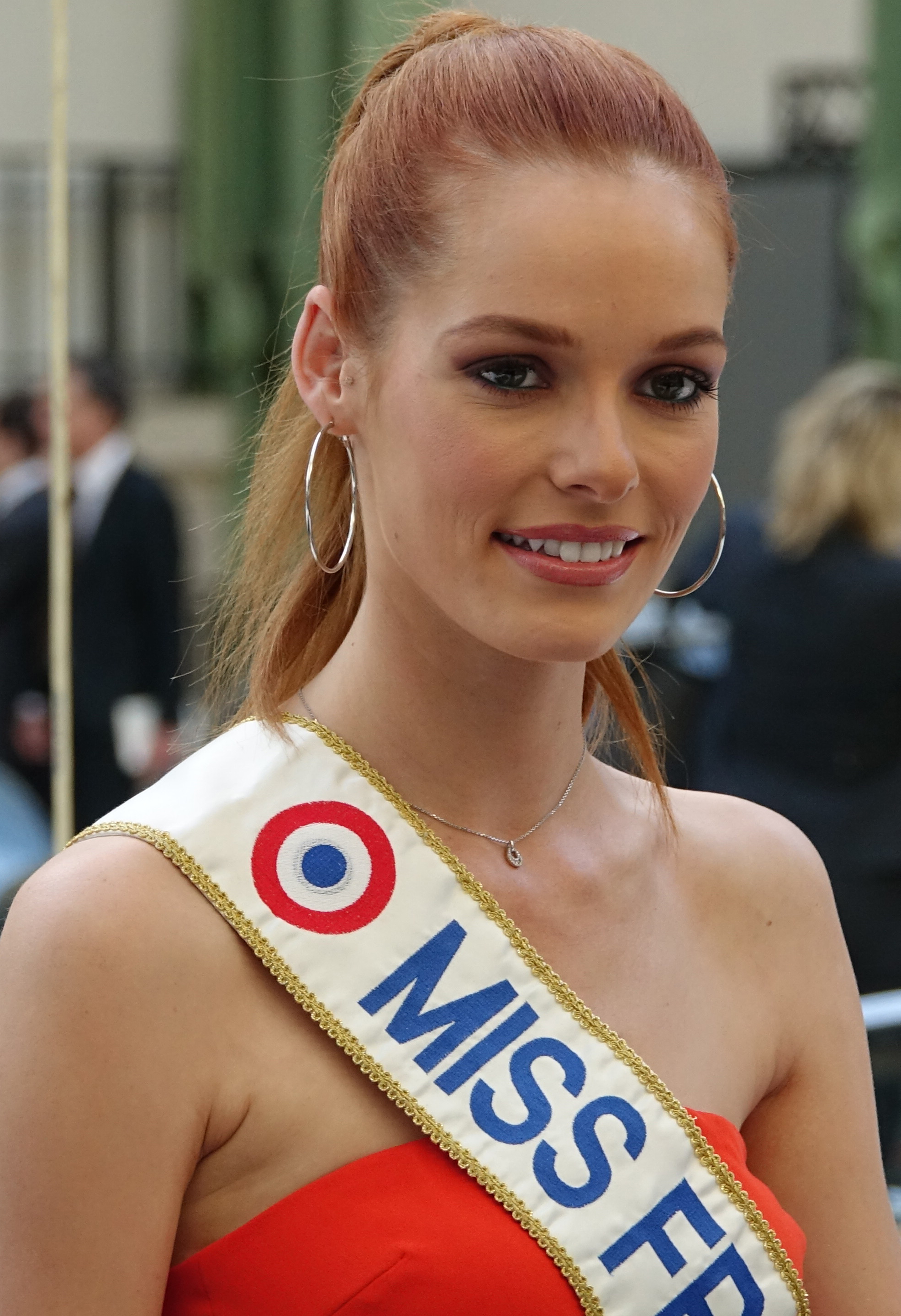
Miss Norte-Paso de Calais 2017 y Miss Francia 2018 Maëva Coucke
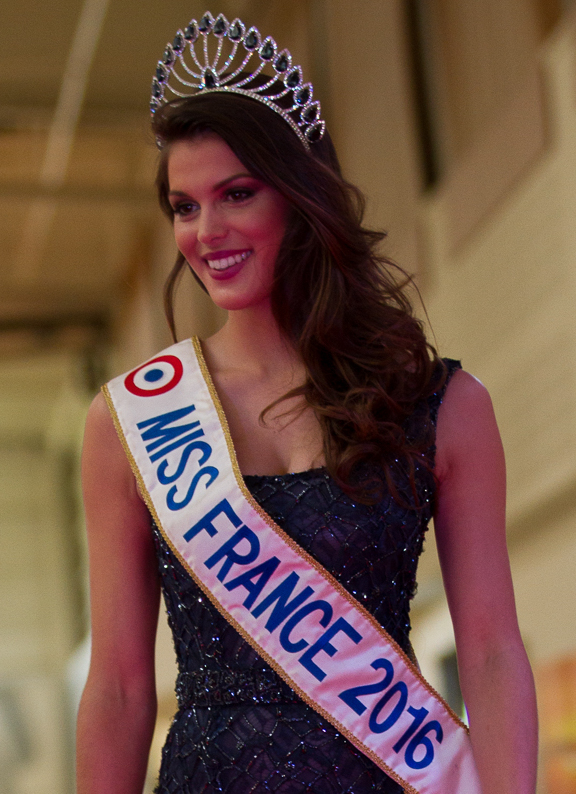
Miss Norte-Paso de Calais 2015, Miss Francia 2016 y Miss Universo 2016 Iris Mittenaere
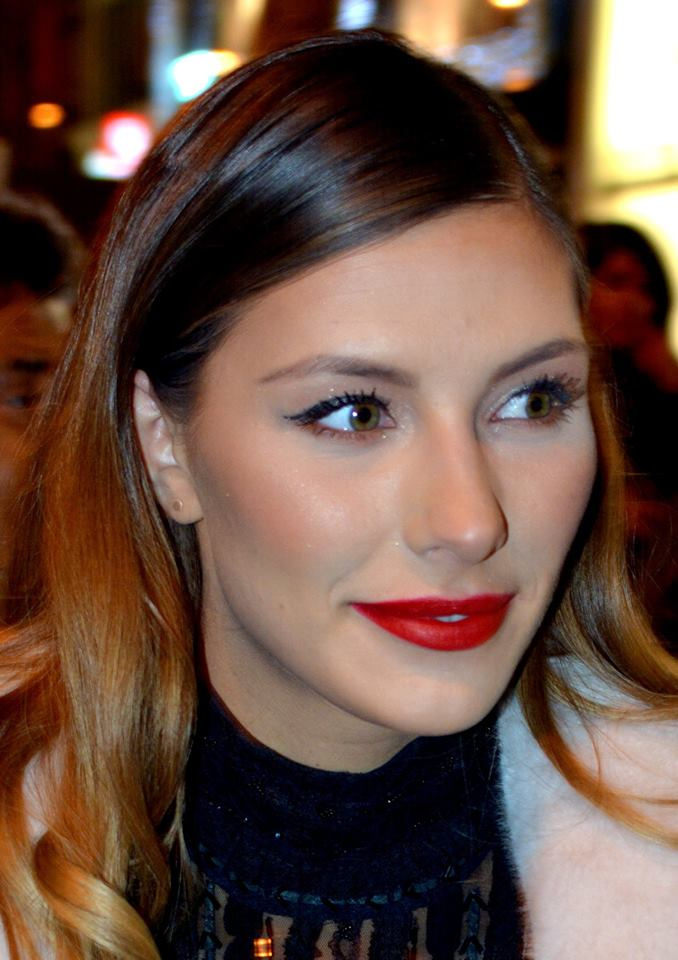
Miss Norte-Paso de Calais 2014 y Miss Francia 2015 Camille Cerf
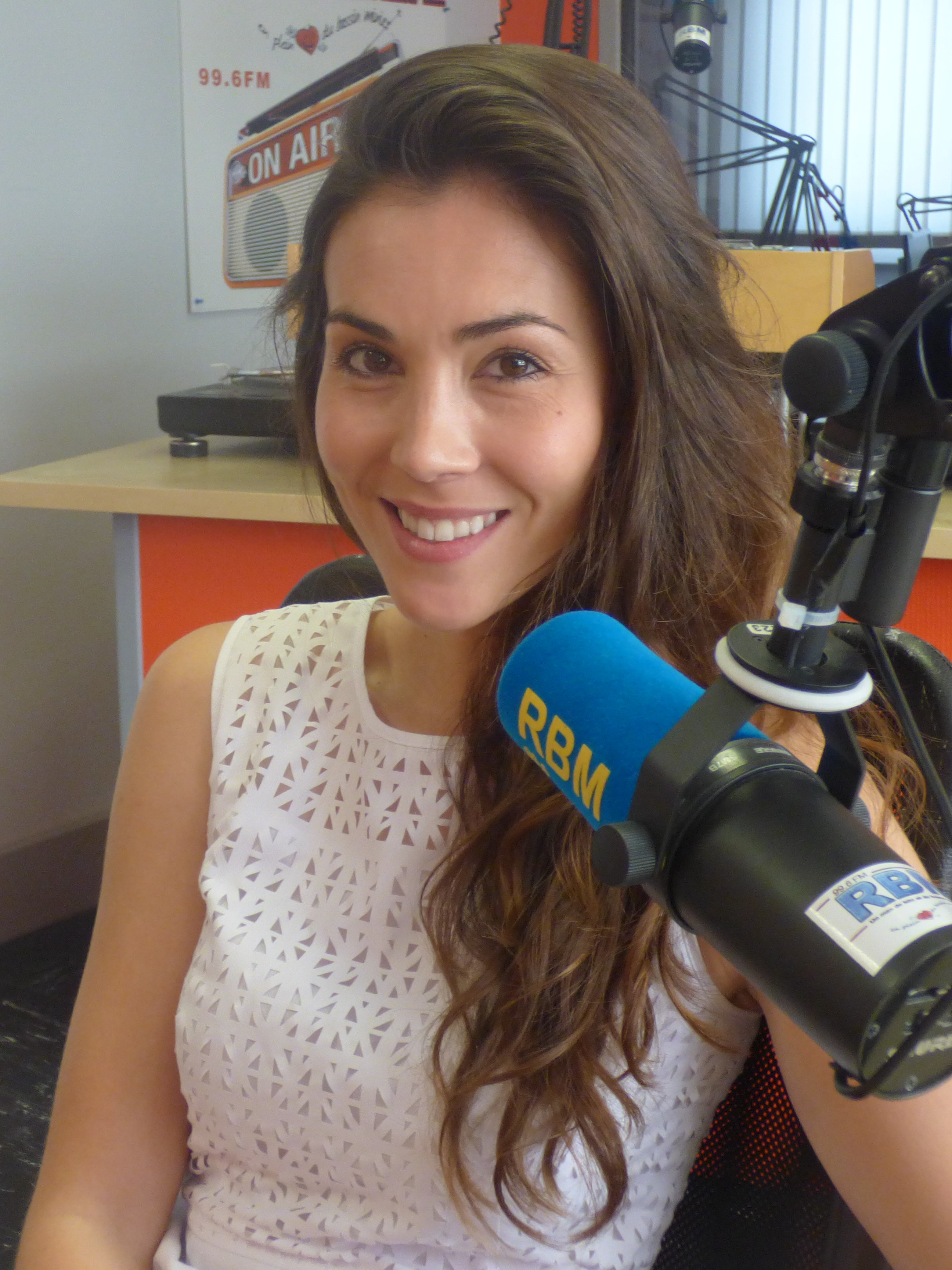
Miss Norte-Paso de Calais 2012 Sophie Garénaux

## Ganadoras
| Año  | Nombre            | Edad | Altura          | Ciudad natal     | Posición en Miss Francia | Notas |
| ---- | ----------------- | ---- | --------------- | ---------------- | ------------------------ | --- |
| 2024 | Sabah Aib         | 18   | 1,73 m (5′ 8″)  | Valenciennes     | Primera finalista        | |
| 2023 | Eve Gilles        | 20   | 1,71 m (5′ 7″)  | Quaëdypre        | Miss Francia 2024        | |
| 2022 | Agathe Cauet      | 24   | 1,79 m (5′ 10″) | Lille            | Primera finalista        | |
| 2021 | Donatella Meden   | 20   | 1,74 m (5′ 9″)  | Lambersart       | Top 15                   | |
| 2020 | Laura Cornillot   | 24   | 1,78 m (5′ 10″) | Ennevelin        |                          | |
| 2019 | Florentine Somers | 19   | 1,79 m (5′ 10″) | Loon-Plage       |                          | |
| 2018 | Annabelle Varane  | 19   | 1,81 m (5′ 11″) | Hellemmes-Lille  | Top 12                   | Varane es la hermana de Raphaël Varane.                                                                         |
| 2017 | Maëva Coucke      | 23   | 1,76 m (5′ 9″)  | Ferques          | Miss Francia 2018        | Top 12 en Miss Mundo 2018 y Top 10 en Miss Universo 2019                                                        |
| 2016 | Laurine Maricau   | 22   | 1,70 m (5′ 7″)  | Wavrin           |                          | |
| 2015 | Iris Mittenaere   | 22   | 1,72 m (5′ 8″)  | Steenvoorde      | Miss Francia 2016        | Miss Universo 2016                                                                                              |
| 2014 | Camille Cerf      | 19   | 1,80 m (5′ 11″) | Coulogne         | Miss Francia 2015        | Top 15 en Miss Universo 2014                                                                                    |
| 2013 | Gaëlle Mans       | 23   | 1,80 m (5′ 11″) | Sains-en-Gohelle |                          | |
| 2012 | Sophie Garénaux   | 22   | 1,72 m (5′ 8″)  | Harnes           | Segunda finalista        | Top 16 en Miss Tierra 2013                                                                                      |
| 2011 | Sophie Martin     | 21   | 1,73 m (5′ 8″)  | Douai            |                          | |
| 2010 | Angeline Lagache  | 22   | 1,71 m (5′ 7″)  | Barlin           |                          | |
| 1962 | Renée Bordés      | 15   | 1,70 m (5′ 7″)  |                  | No compitió              | Bordés fue descalificada para competir en Miss Francia tras afirmar tener 16 años, cuando en realidad tenía 15. |
| 1920 | Francine Bourdrez |      |                 |                  |                          | |

### Miss Artois
En 1979 y de 1991 a 1994, el departamento de Paso de Calais compitió por separado bajo el título de Miss Artois.
| Año  | Nombre             | Edad | Altura | Ciudad natal | Posición en Miss Francia | Notas |
| ---- | ------------------ | ---- | ------ | ------------ | ------------------------ | ----- |
| 1994 | Myriam Lalisse     |      |        | Arras        |                          |       |
| 1993 | Juliette Fernowska |      |        |              |                          |       |
| 1992 | Béatrice Lisse     | 22   |        | Lens         |                          |       |
| 1991 | Magalie Ratajczak  |      |        |              |                          |       |
| 1979 | Nicole Gressier    |      |        |              |                          |       |

### Miss Artois-Côte d'Opale
En 1996 y 1997, el departamento de Paso de Calais compitió por separado bajo el título de Miss Artois-Côte d'Opale.
| Año  | Nombre           | Edad | Altura         | Ciudad natal | Posición en Miss Francia | Notas |
| ---- | ---------------- | ---- | -------------- | ------------ | ------------------------ | ----- |
| 1997 | Émilie Dhorne    | 19   | 1,74 m (5′ 9″) |              |                          |       |
| 1996 | Virginie Tellier |      |                |              |                          |       |

### Miss Artois-Hainaut
De 1999 a 2009, la región coronó a una representante con el título de Miss Artois-Hainaut.
| Año  | Nombre                 | Edad | Altura          | Ciudad natal          | Posición en Miss Francia | Notas                                                          |
| ---- | ---------------------- | ---- | --------------- | --------------------- | ------------------------ | -------------------------------------------------------------- |
| 2009 | Astrid Ponchel         | 21   | 1,79 m (5′ 10″) | Maubeuge              |                          |                                                                |
| 2008 | Anne-Sophie Sevrette   | 20   | 1,79 m (5′ 10″) | Liévin                |                          |                                                                |
| 2007 | Alexandra Chiacchia    | 20   | 1,80 m (5′ 11″) | Rombies-et-Marchipont |                          |                                                                |
| 2006 | Élodie Prudhomme       | 21   | 1,76 m (5′ 9″)  | Escaudain             |                          |                                                                |
| 2005 | Audrey Stouder         | 20   | 1,78 m (5′ 10″) | Bruille-Saint-Amand   |                          | Stoude es hermana de Aurore Stouder, Miss Artois-Hainaut 2000. |
| 2004 | Jennifer Carluer       | 18   | 1,74 m (5′ 9″)  | Béthune               |                          |                                                                |
| 2003 | Lætitia Marciniak      | 22   |                 | Hénin-Beaumont        | Cuarta finalista         | Compitió en Miss Mundo 2004                                    |
| 2002 | Lydie Tison            |      |                 | Caudry                | Top 12                   |                                                                |
| 2001 | Emmanuelle Jagodsinski |      |                 | Lens                  | Tercera finalista        | Primera finalista en Miss Internacional 2002                   |
| 2000 | Aurore Stoude          |      |                 | Bruille-Saint-Amand   |                          | Stoude es hermana de Audrey Stouder, Miss Artois-Hainaut 2005. |
| 1999 | Sophie Andry           | 20   | 1,80 m (5′ 11″) | Béthune               |                          |                                                                |

### Miss Côte d'Opale
De 1973 a 1995, la región coronó a una representante con el título de Miss Côte d'Opale.
| Año  | Nombre                  | Edad | Altura         | Ciudad natal | Posición en Miss Francia | Notas                                                                            |
| ---- | ----------------------- | ---- | -------------- | ------------ | ------------------------ | -------------------------------------------------------------------------------- |
| 1995 | Nancy Delettrez         |      |                | Bailleul     | Segunda finalista        | Compitió en Miss Internacional 1996                                              |
| 1994 | Virginie Lesaffre       |      |                | Comines      |                          |                                                                                  |
| 1993 | Stéphanie Dombrowski    |      |                |              |                          |                                                                                  |
| 1992 | Betty Lelard            | 19   |                |              |                          |                                                                                  |
| 1991 | Sophie Lefebvre         |      |                |              |                          |                                                                                  |
| 1990 | Sybille Lhoste          |      |                |              |                          |                                                                                  |
| 1989 | Karine Baily            |      |                |              |                          |                                                                                  |
| 1988 | Lætitia Bouclet         | 19   | 1,73 m (5′ 8″) |              |                          |                                                                                  |
| 1987 | Karen Detrez            |      |                |              |                          | Detrez también fue coronada Miss Lille-Métropole 1985 y Miss Littoral-Nord 1986. |
| 1986 | Isabelle Vanbelle       |      |                |              |                          |                                                                                  |
| 1985 | Caroline Charles        |      |                |              | Cuarta finalista         | Carlos también fue coronada Miss Lille-Métropole 1986.                           |
| 1984 | Sylvie Braye            |      |                |              |                          |                                                                                  |
| 1983 | Virginie Louasse        |      |                |              |                          |                                                                                  |
| 1982 | Muriel Taminiaux        |      |                |              |                          |                                                                                  |
| 1981 | Sylvie Wadoux           |      |                |              | Segunda finalista        |                                                                                  |
| 1980 | Aude Scandel            |      |                |              |                          |                                                                                  |
| 1979 | Catherine Dupuy         |      |                |              | Sexta finalista          | Dupuy también fue coronada Miss Littoral-Nord 1978.                              |
| 1978 | Brigitte Maréchal       |      |                |              | Quinta finalista         |                                                                                  |
| 1977 | Djamila Bouchafa        |      |                |              |                          |                                                                                  |
| 1976 | Michèle Hennequin       |      |                |              |                          |                                                                                  |
| 1975 | Marie-Caroline Delcroix |      |                |              | Cuarta finalista         |                                                                                  |
| 1974 | Sabine Briche           |      |                |              |                          |                                                                                  |
| 1973 | Marie-France Carasco    |      |                |              |                          |                                                                                  |

### Miss Flandes
Desde los años 1970 hasta los años 2000, el departamento de Norte compitió por separado bajo el título Miss Flandes (en francés: Miss Flandre).
| Año  | Nombre              | Edad | Altura          | Ciudad natal    | Posición en Miss Francia | Notas |
| ---- | ------------------- | ---- | --------------- | --------------- | ------------------------ | --- |
| 2009 | Aline Bourgeois     | 20   | 1,75 m (5′ 9″)  | Roubaix         |                          | |
| 2008 | Éméné Nyamé         | 19   | 1,82 m (6′ 0″)  | Roubaix         |                          | |
| 2007 | Élise Logie         | 22   | 1,75 m (5′ 9″)  | Le Quesnoy      |                          | |
| 2006 | Justine Bedel       | 20   | 1,73 m (5′ 8″)  | Dunkerque       |                          | |
| 2005 | Juliette Andry      | 22   | 1,75 m (5′ 9″)  | Lille           | Top 12                   | |
| 2004 | France Willemyns    | 21   | 1,79 m (5′ 10″) | Roncq           | Top 12 (6.ª finalista)   | |
| 2003 | Aurélie Tuil        | 19   | 1,78 m (5′ 10″) |                 | Segunda finalista        | |
| 2002 | Jessica Dherbometz  |      |                 |                 | Top 12                   | |
| 2001 | Gwenaëlle Leloet    |      |                 |                 |                          | |
| 2000 | Élise Duboquet      |      |                 | Tourcoing       | Cuarta finalista         | |
| 1999 | Aurélie Pauchet     | 19   | 1,76 m (5′ 9″)  | Auchy-les-Mines |                          | |
| 1998 | Vanessa Agez        | 18   | 1,76 m (5′ 9″)  | Gravelines      | Segunda finalista        | Compitió en Miss Internacional 1999                                                                            |
| 1997 | Céline Cheuva       | 21   | 1,72 m (5′ 8″)  |                 |                          | |
| 1996 | Sarah Sumfleth      |      |                 |                 |                          | |
| 1995 | Caroline Cléry      |      |                 | Calais          | Primera finalista        | |
| 1994 | Hélène Lantoine     | 21   |                 | Étaples         | Primera finalista        | Compitió en Miss Mundo 1995                                                                                    |
| 1993 | Cathy Marais        |      |                 | Dunkerque       |                          | |
| 1990 | Amélie Lefevere     |      |                 |                 |                          | |
| 1988 | Nathalie Thibaud    | 21   | 1,77 m (5′ 10″) |                 | Top 12                   | |
| 1987 | Marilyn Vecchioli   |      |                 | Marck           |                          | |
| 1986 | Nathalie Pallardy   |      |                 |                 | Top 12                   | Pallardy también fue coronada Miss París 1988.                                                                 |
| 1985 | Fabienne Decoster   |      |                 |                 |                          | |
| 1979 | Corinne Spebrouck   |      |                 |                 |                          | Compitieron dos titulares de Miss Flandes: Spebrouck como Miss Flandes 1980 y Houtequi como Miss Flandes 1979. |
| 1979 | Jacqueline Houtequi |      |                 |                 |                          | Compitieron dos titulares de Miss Flandes: Spebrouck como Miss Flandes 1980 y Houtequi como Miss Flandes 1979. |
| 1978 | Patricia Hérin      |      |                 |                 | Sexta finalista          | Hérin también fue coronada Miss Littoral-Nord 1976.                                                            |
| 1977 | Annie Davenne       |      |                 |                 |                          | |
| 1976 | Catherine Pouchele  |      |                 |                 | Primera finalista        | |
| 1973 | Nadia Kouhen        |      |                 |                 | Tercera finalista        | |
| 1972 | Dany Coutelier      | 17   |                 | Sebourg         | Segunda finalista        | |
| 1970 | Doriane Chrétien    |      |                 |                 |                          | |

### Miss Hainaut
De 1995 a 1998, el departamento de Norte compitió por separado bajo el título Miss Hainaut.
| Año  | Nombre             | Edad | Altura         | Ciudad natal    | Posición en Miss Francia | Notas |
| ---- | ------------------ | ---- | -------------- | --------------- | ------------------------ | ----- |
| 1998 | Fleur Wiadereck    | 20   | 1,72 m (5′ 8″) |                 |                          |       |
| 1997 | Anne Houzé         | 20   | 1,75 m (5′ 9″) | Cambrai         | Cuarta finalista         |       |
| 1996 | Caroline Lubrez    |      |                | Beuvry-la-Forêt | Top 12                   |       |
| 1995 | Charlotte Verpraet |      |                | Valenciennes    | Top 12                   |       |

### Miss Lille
En 1961, 1978 y 1979, el departamento de Norte compitió por separado bajo el título de Miss Lille. En 1976, 1977, 1985 y 1986, el departamento compitió como Miss Lille-Métropole.
| Año  | Nombre            | Edad | Altura | Ciudad natal | Posición en Miss Francia | Notas                                                                         |
| ---- | ----------------- | ---- | ------ | ------------ | ------------------------ | ----------------------------------------------------------------------------- |
| 1986 | Caroline Charles  |      |        |              | Cuarta finalista         | Charles también fue coronada Miss Côte d'Opale 1985.                          |
| 1985 | Karen Detrez      |      |        |              |                          | Detrez también fue coronada Miss Littoral-Nord 1986 y Miss Côte d'Opale 1987. |
| 1979 | Astrid Fondu      |      |        |              |                          |                                                                               |
| 1978 | Myriam Brunooghe  |      |        |              |                          |                                                                               |
| 1977 | Fabienne Borreman |      |        |              |                          |                                                                               |
| 1976 | Leila Kassaba     |      |        |              |                          |                                                                               |
| 1961 | Jeannine Heyte    |      |        |              |                          |                                                                               |

### Miss Littoral-Nord
De los años 1970 a los años 1990, el departamento de Norte compitió por separado bajo el título Miss Littoral-Nord.
| Año  | Nombre             | Edad | Altura | Ciudad natal | Posición en Miss Francia | Notas                                                                           |
| ---- | ------------------ | ---- | ------ | ------------ | ------------------------ | ------------------------------------------------------------------------------- |
| 1991 | Marjorie Eloy      |      |        | Dunkerque    | Top 12                   |                                                                                 |
| 1990 | Catherine Clarysse |      |        | Dunkerque    | Primera finalista        | Primera finalista en Miss Internacional 1991                                    |
| 1989 | Valérie Masquelier |      |        |              | Top 12                   |                                                                                 |
| 1987 | Virginie Penet     |      |        |              |                          |                                                                                 |
| 1986 | Karen Detrez       |      |        |              |                          | Detrez también fue coronada Miss Lille-Métropole 1985 y Miss Côte d'Opale 1987. |
| 1985 | Catherine Baillie  |      |        |              |                          |                                                                                 |
| 1982 | Marie-Ange Calbet  |      |        |              |                          |                                                                                 |
| 1979 | Sylvie Penne       |      |        |              |                          |                                                                                 |
| 1978 | Catherine Dupuy    |      |        |              |                          | Dupuy también fue coronada Miss Côte d'Opale 1979.                              |
| 1977 | Nicole Brulinski   |      |        |              |                          |                                                                                 |
| 1976 | Patricia Hérin     |      |        |              |                          | Hérin también fue coronada Miss Flandes 1978.                                   |

### Miss Maubeuge
En 1976, el departamento de Norte compitió por separado bajo el título de Miss Maubeuge.
| Año  | Nombre          | Edad | Altura | Ciudad natal | Posición en Miss Francia | Notas |
| ---- | --------------- | ---- | ------ | ------------ | ------------------------ | ----- |
| 1976 | Annie Dumouriez |      |        |              |                          |       |

### Miss Métropole-Nord
En 1978, el departamento de Norte compitió por separado bajo el título Miss Métropole-Nord.
| Año  | Nombre               | Edad | Altura | Ciudad natal | Posición en Miss Francia | Notas |
| ---- | -------------------- | ---- | ------ | ------------ | ------------------------ | ----- |
| 1978 | Christine Franchomme |      |        |              |                          |       |